# Yves Villard
Yves Villard, né le 15 octobre 1901 et mort le 1er avril 1995, est un homme politique français.

## Détail des fonctions et des mandats
Mandat local
- 1973 - 1979 : Conseiller général du canton de Bourges-4

Mandat parlementaire
- 25 octobre 1970 - 1er octobre 1971 : Sénateur du Cher